# Professional Footballers' Association
A Professional Footballers' Association (PFA) (Associação de Futebolistas Profissionais) é a associação dos futebolistas profissionais da Inglaterra e do País de Gales. Fundada em 1907, é a associação esportiva profissional mais antiga do mundo e possui um total de 4.000 membros.
Tem como objetivos proteger, melhorar e negociar as condições e direitos de todos os jogadores profissionais dos países que abrange. A PFA é afiliada também com a Associação de Jogadores Profissionais da Escócia. A Irlanda do Norte também era afiliada, mas se desfez em 1995.
Destaca-se também por conceder desde a temporada 1973-74 o prêmio Futebolista Inglês do Ano ao jogador que é eleito como o melhor do ano no futebol inglês. A escolha é feita através de uma votação entre os membros da PFA.

## Equipe do Século (1907–2007)
| Pos. | Jogador          |
| ---- | ---------------- |
| G    | Peter Schmeichel |
| DF   | Alan Hansen      |
| DF   | Bobby Moore      |
| DF   | Stuart Pearce    |
| DF   | Tony Adams       |
| M    | George Best      |
| M    | Roy Keane        |
| M    | Bobby Charlton   |
| A    | Éric Cantona     |
| A    | Alan Shearer     |
| A    | Thierry Henry    |

## Equipe do Século (1907–1976)
| Pos. | Jogador          |
| ---- | ---------------- |
| G    | Gordon Banks     |
| DF   | Bobby Moore      |
| DF   | Jack Charlton    |
| DF   | Nobby Stiles     |
| DF   | Duncan Edwards   |
| M    | George Best      |
| M    | Bobby Moore      |
| M    | Stanley Matthews |
| A    | Alan Ball        |
| A    | Jimmy Greaves    |
| A    | Denis Law        |